# Tlapitzalapa
Tlapitzalapa är en ort i Mexiko.   Den ligger i kommunen Tlaola och delstaten Puebla, i den sydöstra delen av landet, 160 km nordost om huvudstaden Mexico City. Tlapitzalapa ligger 691 meter över havet och antalet invånare är 438.
Terrängen runt Tlapitzalapa är lite bergig. Runt Tlapitzalapa är det ganska tätbefolkat, med 60 invånare per kvadratkilometer. Närmaste större samhälle är Xicotepec de Juárez, 15,9 km nordväst om Tlapitzalapa. Omgivningarna runt Tlapitzalapa är en mosaik av jordbruksmark och naturlig växtlighet.